# William Tenn

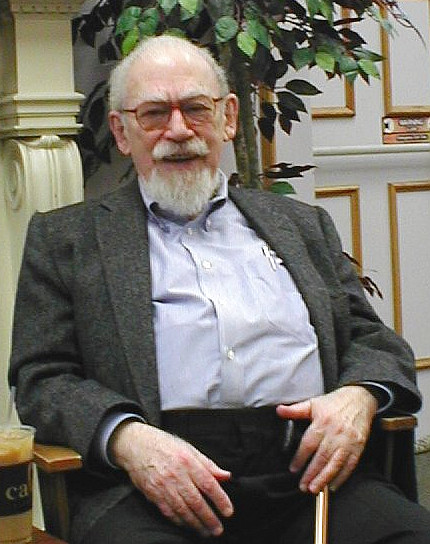
William Tenn (2002)

William Tenn es el pseudónimo de Philip Klass (Londres, 9 de mayo de 1920 – Pittsburgh, 7 de febrero de 2010), un escritor estadounidense de origen británico especializado en novelas de ciencia ficción con múltiples elementos de tipo satírico.
Phillip Klass, el mayor de tres hermanos, se trasladó desde Londres a Nueva York con sus padres antes de que cumpliese dos años. Tras formar parte del Ejército de los Estados Unidos durante la Segunda Guerra Mundial como ingeniero de combate en Europa, consiguió trabajo como editor técnico con un radar de la Fuerza Aérea y un laboratorio de radio, y fue empleado por Bell Labs. Comenzó también a ofrecer cuentos a revistas como Astounding Science Fiction.

## Fuente
- Jonas, Gerald (14 de febrero de 2010). «William Tenn, Science Fiction Author, Is Dead at 89». The New York Times. Consultado el 14 de febrero de 2010.

- Datos: Q968565